# Perha
Perha (ukr. Перга) – wieś na Ukrainie, w obwodzie żytomierskim, w rejonie olewskim, u ujścia Perhy do Uborci. W 2001 roku liczyła 416 mieszkańców.